# Leonel Martiniano de Alencar
Leonel Martiniano de Alencar, 1er Barón de Alencar (5 de diciembre de 1832 - 26 de marzo de 1921),fue un noble, abogado, político y diplomático brasileño. Representó a Brasil a nivel diplomático en varias ocasiones, principalmente en América del Sur y Europa. Era hijo del gobernador de Ceará, el senador José Martiniano Pereira de Alencar, y hermano menor del famoso novelista José de Alencar. Su abuela, Bárbara de Alencar, fue una heroína de la independencia de Brasil y una acaudalada terrateniente en Pernambuco y Ceará. Su primo hermano fue el Barón de Exu, Guálter Martiniano de Alencar. En varios de sus trabajos, el Barón de Alencar usaba los seudónimos L.M., León Car y Noel D'Arc.
Condecorado con la Orden Militar de Cristo, la Orden de Isabel la Católica, la Orden de la Rosa y la Orden de Cristo, también fue miembro del Instituto Histórico y Geográfico Brasileño. Debido a su distinguida carrera diplomática, política y legal, fue nombrado Barón en 1885. Un diplomático destacado, también fue un hábil político, representando al Estado de Amazonas en la 14.ª Legislatura de la Asamblea Nacional de 1869-1872.

## Educación y Primeros Años
Leonel Martiniano de Alencar nació en Río de Janeiro, Brasil, el 5 de diciembre de 1832. Fue miembro de la distinguida familia Alencar, que tiene una rica historia de servicio público y aristocracia. Su matriarca fue la heroína brasileña Bárbara de Alencar, una figura prolífica de la independencia de Brasil. Ella era propietaria de vastas tierras en el noreste de Brasil, que fueron heredadas por el padre de Alencar, José Martiniano Pereira de Alencar. Su padre fue gobernador del Estado de Ceará, además de un político y senador muy destacado.
Alencar creció en la vasta hacienda de su padre en Fortaleza, donde fue entrenado como soldado en la Milicia del Estado de Ceará, como la mayoría de los jóvenes aristócratas del Imperio Brasileño. Alencar estudió Derecho en la Universidad de São Paulo, graduándose en 1853. En São Paulo, se destacó como académico y mostró un gran interés en los asuntos políticos y legales.

### Carrera Legal
Al concluir sus estudios de derecho, Alencar emprendió una exitosa carrera legal. Conocido por su elocuencia y agudeza jurídica, rápidamente ganó reconocimiento en los círculos legales y se convirtió en una figura respetada en la comunidad jurídica brasileña, particularmente en los tribunales locales de Río de Janeiro, donde se trasladó tras terminar sus estudios. Aunque trabajaría principalmente como diplomático a partir de 1854, para la década de 1890, después de la caída de la monarquía brasileña, Alencar se había consolidado como un destacado "legalista" en el Brasil Imperial. Según uno de sus colegas, João da Silva Carvalho, "su compromiso con la justicia y el estado de derecho le valió varios nombramientos prestigiosos, incluyendo el de juez del Tribunal Supremo Federal (cargo que ocupó entre 1894 y 1898), donde hizo contribuciones significativas al desarrollo del sistema legal brasileño."

## Logros Diplomáticos
La carrera diplomática de Alencar comenzó poco después de finalizar sus estudios de derecho. A pesar de haber planeado inicialmente unirse a la burocracia legal de Brasil, fue nombrado adjunto de primera clase en una misión diplomática a Portugal a finales de 1854. Pasó un año en la corte del rey Pedro V de Portugal, donde participó en negociaciones comerciales cruciales que suavizaron las tensas relaciones entre Río de Janeiro y Lisboa. Entre 1855 y 1857, Alencar estuvo en la corte austriaca de Viena.
En 1857, Alencar regresó a Brasil, donde se unió al séquito personal del emperador Pedro II, con quien entablaría una amistad. Ese mismo año fue asignado como secretario de la misión diplomática brasileña en Argentina. Permaneció en Argentina hasta el 1 de diciembre de 1859.

El 5 de abril de 1861, el emperador lo nombró secretario de la misión brasileña en Washington D. C., con la esperanza de establecer relaciones cordiales con los Estados Unidos. Pasó dos años allí, dejando su cargo el 30 de mayo de 1863 por orden del Ministerio de Relaciones Exteriores de Brasil. El 6 de abril de 1865, Alencar fue enviado a Venezuela, donde sirvió en Caracas como encargado de negocios. El 9 de marzo de 1867 fue enviado a Prusia, nuevamente en calidad de secretario en la embajada brasileña ante el Reino de Prusia. Sin embargo, el 21 de octubre de 1867 fue repentinamente retirado de la misión prusiana y llamado de regreso a Brasil. Pasó los cinco años siguientes en la corte del emperador Pedro II como amigo cercano, consejero y confidente. Entre 1869 y 1872 representó al Estado de Amazonas en la Cámara de Diputados.

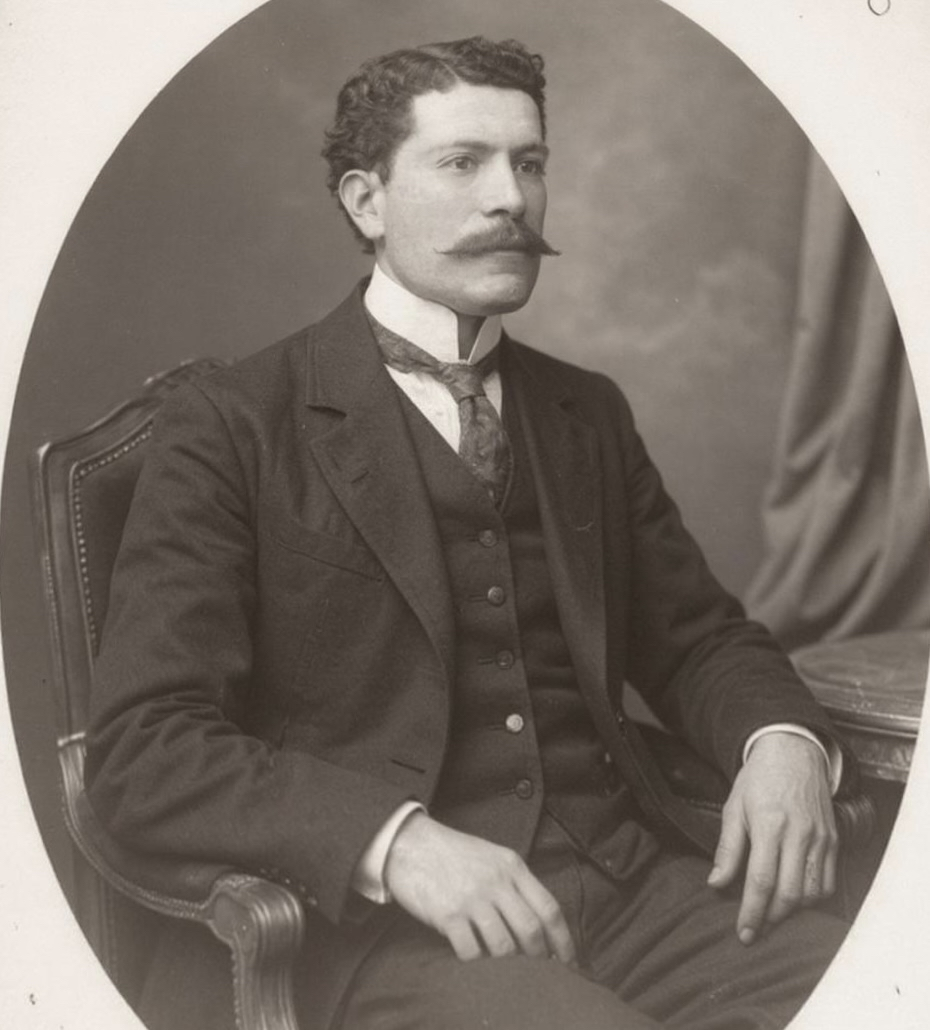
Don José Abel de Alencar Ayoroa, único hijo varón de Leonel Martiniano de Alencar.

Durante los años 1867 y 1869, también tuvo una participación significativa en la firma y ratificación del Tratado de Límites de 1867 con Bolivia. Bien recibido por Mariano Melgarejo, Alencar fue alentado a permanecer de manera permanente en Bolivia y a encargarse de la legación brasileña en La Paz. Sin embargo, regresó a Brasil en 1869 para postularse a las elecciones legislativas de ese año. El 11 de marzo de 1872 fue nuevamente nombrado encargado de negocios en Venezuela. Solo unos meses después, el 3 de julio de 1872, volvió a Bolivia como Encargado de Negocios. Dos años más tarde, el 21 de mayo de 1874, fue ascendido a Ministro Residente, y posteriormente a Ministro Plenipotenciario. Su mandato finalizó oficialmente en 1882, aunque Alencar había dejado el cargo en 1881. En esos diez años que pasó en Bolivia, mantuvo una relación con Gregoria Eloísa Ayoroa Deheza, hija de José Matías Ayoroa Valverde y Narcisa de la Deheza. Ella era una dama de una familia muy adinerada y prominente de La Paz, emparentada con Mariano de Ayoroa. El 22 de diciembre de 1879, actuando como Ministro Residente de Su Majestad el Emperador de Brasil, firmó un acuerdo con Bolivia que regulaba la ejecución recíproca de cartas rogatorias, el cual entró en vigor el 15 de octubre de 1880.
En 1881, Alencar representó a Brasil en el Congreso de Derecho Internacional Privado en Montevideo, un momento importante en el proceso de unificación jurídica en América Latina. El 22 de junio de 1881, Alencar tramitó en nombre de Brasil, junto con Uruguay, la Cuestión del Paso Hondo. Desde esa fecha hasta el 25 de marzo de 1890 fue Enviado Extraordinario y Ministro Plenipotenciario ante las Repúblicas de Uruguay y Argentina de forma conjunta. En los años 1885 y 1889 fue signatario de dos tratados fronterizos con Argentina. Sus logros diplomáticos consolidaron aún más su reputación como una figura clave en la formación de la política exterior brasileña del siglo XIX. Incluso se convirtió en miembro destacado del consejo del emperador. El 7 de marzo de 1891 fue nombrado Enviado Extraordinario y Ministro Plenipotenciario ante España, siendo relevado de este cargo el 2 de marzo de 1892.

### Diputado por el Estado de Amazonas
Durante el tiempo que pasó en Brasil entre 1867 y 1872, Alencar estuvo activo en la vida política del país. Tras la muerte de Joaquim José Inácio, Vizconde de Inhaúma, el escaño del Estado de Amazonas en la Cámara de Diputados quedó vacante. Luego de las elecciones celebradas en agosto de 1869, Alencar fue elegido para representar a Amazonas en la 14ª Legislatura de Brasil. Fue elegido con 81 de los 83 votos posibles, una victoria aplastante. El 2 de mayo de 1870, a pesar de haber sido diputado interino durante casi un año, Alencar fue oficialmente nombrado como reemplazo de Inhaúma.

### Título Aristocrático
Por decreto imperial del 7 de noviembre de 1885, recibió el título de Barón de Alencar, en reconocimiento a sus servicios en la política exterior de Brasil. Este título simbolizaba no solo sus logros personales, sino también el reconocimiento del legado duradero de su familia al servicio del Imperio Brasileño.

## Legado
El legado del Barón de Alencar se extiende en los campos de la política, el derecho y la diplomacia. Su dedicación al servicio público, su destreza jurídica y sus logros diplomáticos dejaron una marca imborrable en la historia de Brasil. Sus contribuciones fueron fundamentales para sentar las bases legales y diplomáticas del país durante un período crucial de transición y crecimiento, especialmente en la seguridad de las fronteras de Brasil mediante la firma de numerosos tratados fronterizos con los vecinos de la nación. También se le recuerda como una figura clave en la vida de su hermano, el poeta y escritor José de Alencar, cuya obra influyó en su propia escritura. Las obras del Barón, *La sonámbula de Ipojuca*, publicada en 1861, y *Bella: romance de costumbres brasileñas*, publicada en 1893, son ejemplos de su propio talento literario.

## Vida personal
Alencar fue soltero durante la mayor parte de su juventud, pasando muchos años en el extranjero. Sin embargo, en las décadas de 1870 y 1880, mientras estaba en Bolivia, mantuvo una relación amorosa con Gregoria Eloísa Ayoroa Deheza, hija de José Matías Ayoroa Valverde y de Narcisa de la Deheza. Tuvieron cuatro hijos: 
- José Abel de Alencar Ayoroa; se casó dos veces y, a través de su segunda esposa, Tomasa Calderón de la Barca, fue padre de Beatriz de Alencar Calderón de la Barca, esposa del Alcalde de Cochabamba Gral. Hernán Terrazas Céspedes.
- Ana Catalina de Alencar Ayoroa
- Josefina Carmen de Alencar Ayoroa
- María de los Ángeles de Alencar Ayoroa